# Vulcain

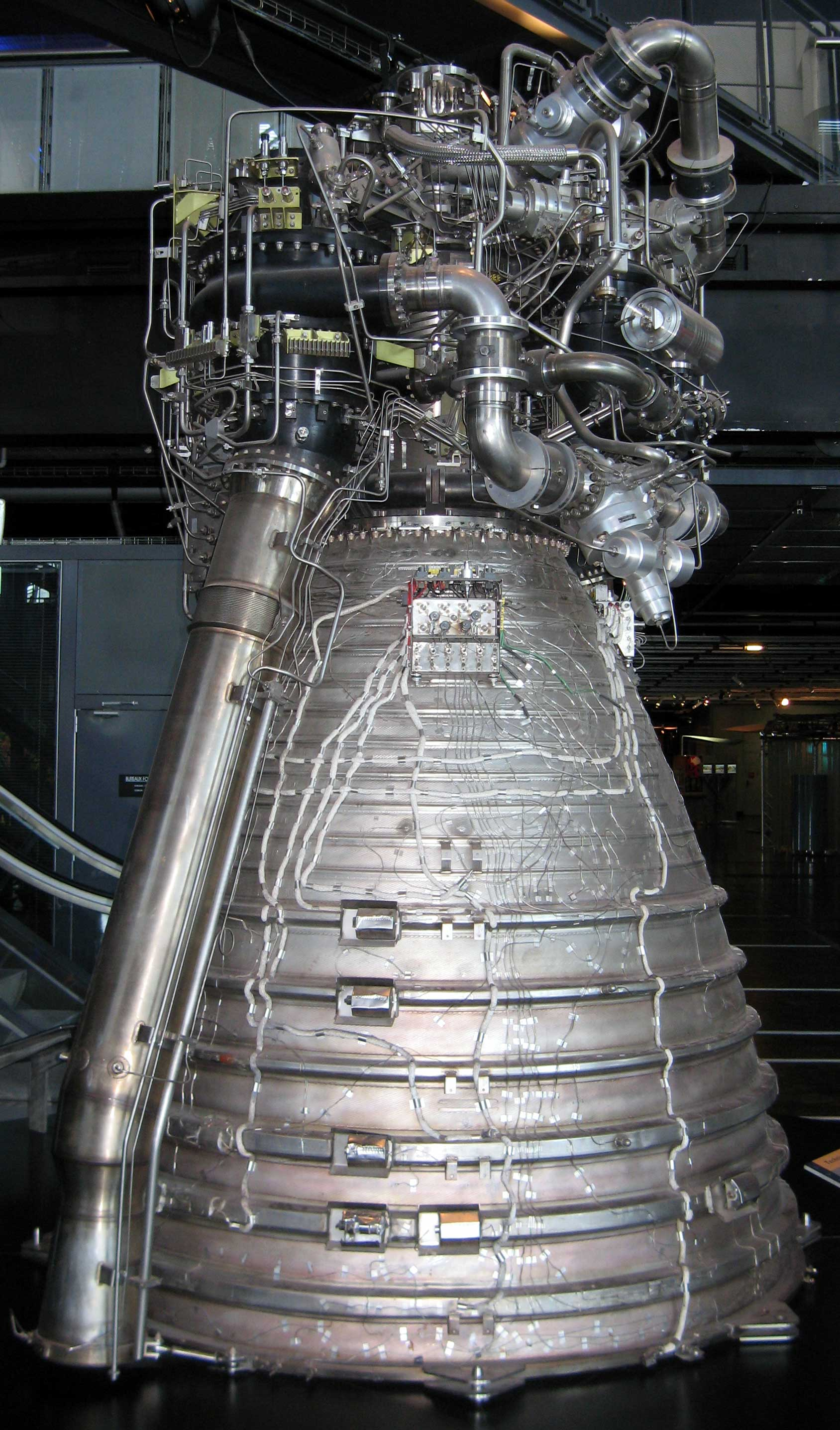
Motore Vulcain alla Cité des sciences et de l'industrie di Parigi

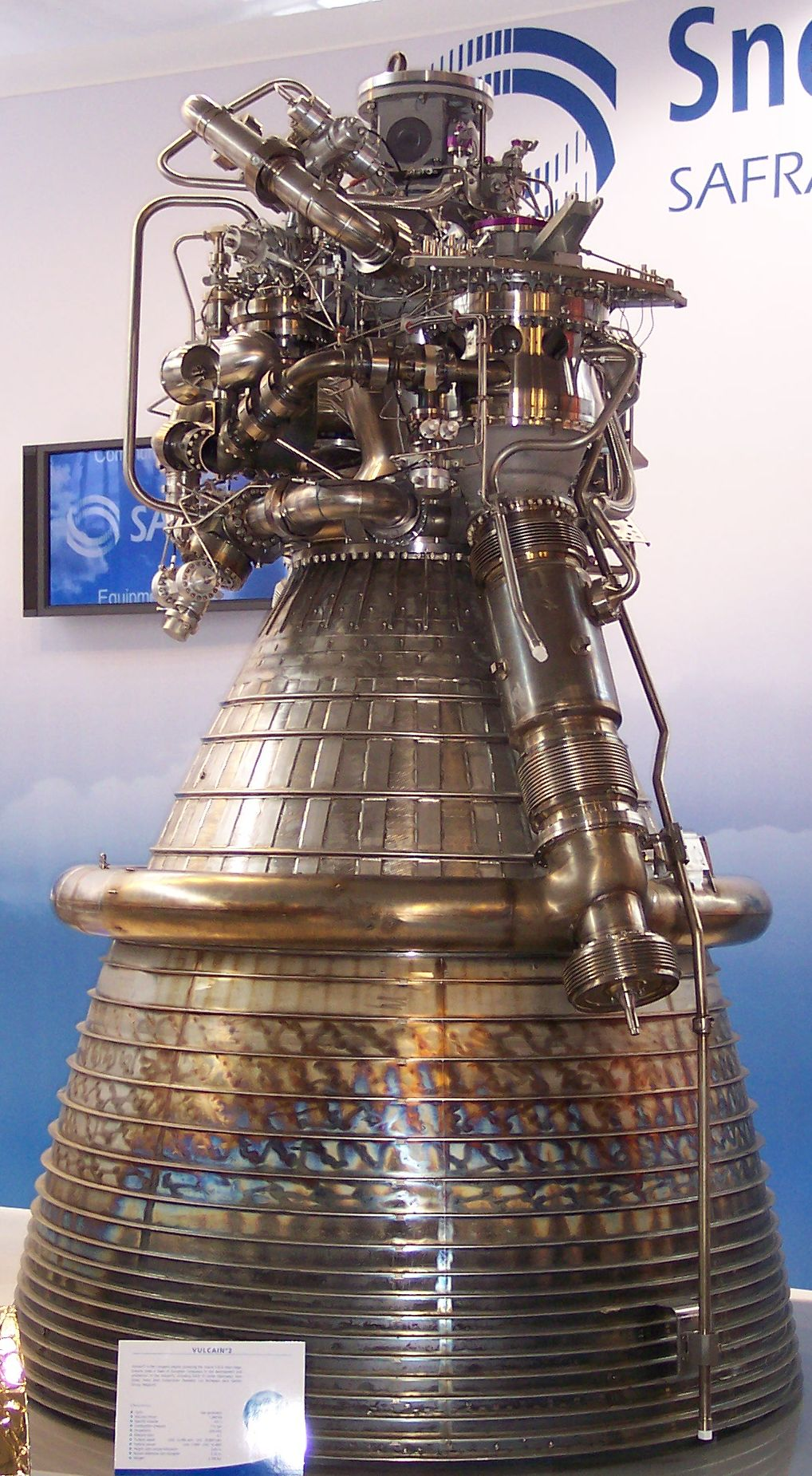
Motore Vulcain II

Vulcain è un motore criogenico propulsore dello Stadio Principale Criotecnico (Étage Principal Cryotechnique) (EPC) del lanciatore spaziale Ariane 5. Anche se viene acceso al suolo, al momento del decollo, per ragioni tecniche, concorre alla spinta iniziale solo per il 8%, fornendo invece il massimo della spinta durante la seconda fase del volo, dopo il distacco dei due boosters laterali o Stadi d'Accelerazione a Polvere (Étages d'Accélérations à Poudre) (EAP o P230) a propellente solido, che assicurano il 90% della spinta al decollo.
Esistono diverse versioni di questo motore:
- Vulcain per la versione generica d'Ariane 5.
- Vulcain 2 per la versione ECA d'Ariane 5 (spinta più importante).

## Sviluppo
Lo sviluppo di Vulcain è iniziato nel 1988 in seguito al varo del programma Ariane 5 da parte dei ministri europei durante la Conferenza dell'Aia.
Lo sviluppo del motore Vulcain è stato assicurato da una cooperazione europea. Il CNES ha assicurato la direzione tecnica e finanziaria del programma e ha affidato la direzione dei lavori a Snecma Moteurs. L'insieme del programma è stato finanziato dall'Agenzia spaziale europea.
Dopo le prove dei componenti, le prove motori sono iniziate nell'aprile 1990.
Al momento del primo volo, il 4 giugno 1996, il motore Vulcain aveva subito 285 prove, per un totale di 85 000 secondi di funzionamento.
Conformemente ai principi dell'ESA, numerose industrie sono coinvolte nel programma:
- Snecma Moteurs (Francia) ha sviluppato la turbopompa a idrogeno, il generatore di gas e le saracinesche d'alimentazione;
- EADS Astrium (Germania) ha sviluppato la camera di combustione con subappalto a Volvo Aero Corp. (Svezia) per il divergente e a MAN Technologie (Germania) per il cardano e la protezione termica;
- Avio (Italia) ha sviluppato la turbopompa a ossigeno;
- Volvo Aero Corp. (Svezia) le turbine dell'idrogeno e dell'ossigeno;
- Techspace Aero (Belgio) le valvole della camera d'iniezione, le valvole di spurgo e la valvola dei gas caldi;
- Microtecnica (Italia) ha sviluppato il sistema di elettrovalvole e valvole anti-ritorno;
- SPE (Paesi Bassi) gli apparati d'accensione e avviamento;
- AVICA (Gran Bretagna) le linee d'alimentazione e DEVTEC (Irlanda) i supporti.

## Tecnologia
Il funzionamento di Vulcain è fondato sul ciclo a flusso derivato, nel quale le turbopompe che alimentano la camera sono mosse dalla combustione, in un generatore di gas, degli ergols prelevati (3%) sul circuito principale. Il motore completo misura 3 metri, con un diametro all'uscita dell'ugello di 1,76 m.
La spinta di 1 140 kN (114 tonnellate) è ottenuta attraverso l'eiezione a grande velocità del flusso di gas (250 kg/s) prodotto dalla combustione degli ergols nella camera di combustione. L'ossigeno liquido e l'idrogeno liquido sono introdotti nella camera attraverso un iniettore frontale che consiste in 516 elementi coassiali. In considerazione dell'elevata temperatura di combustione, la camera è raffreddata dalla circolazione dell'idrogeno in 360 canali longitudinali scavati nella parete.
Il divergente assicura l'accelerazione dei gas in regime supersonico fino a 4 000 m/s. È costituito da 456 tubi avvolti a elica e raffreddati a circolazione d'idrogeno, secondo il processo del « dump cooling ».
L'alimentazione del motore a ergols ad alta pressione è assicurata da due turbopompe indipendenti:
- la turbopompa a idrogeno gira a 33 000 giri/min e sviluppa una potenza di 12 MW. È costituita da una pompa a due centrifughe associate a un induttore assiale e da una turbina supersonica a due stadi;
- la turbopompa a ossigeno gira a 13 000 giri/min, sviluppa una potenza di 3,7 MW e funziona al disotto della prima velocità critica.

L'energia necessaria al funzionamento delle due turbine è fornita dai gas di combustione prodotti in un generatore di gas unico. Un forte eccesso d'idrogeno ha l'effetto di limitare la temperatura dei gas, pur rendendoli riducenti, in modo da proteggere le pale della turbina.
L'avviamento del motore si fa al suolo affinché il suo funzionamento possa essere controllato prima dell'accensione degli stadi a combustibile solido del lanciatore e del decollo. È assicurato da un sistema d'accensione a combustibile solido che mette in movimento le turbopompe, accendini pirotecnici iniziano la combustione nella camera e nel generatore di gas.
La durata di vita massima del motore è di 6000 secondi e 20 avviamenti.
L'impulso specifico raggiunge nel vuoto 431,2 s.
Vulcain 2 è un miglioramento di Vulcain, che porta la spinta a 1350 kN, e l'impulso specifico a 434,2 s. È alto 3,60 m, con un diametro, all'uscita dell'ugello, di 2,15 m. La turbopompa a idrogeno sviluppa 14 MW.

## Specifiche tecniche
| Version                                | Vulcain 1 (Vulcain 1B)                                              | Vulcain 2                                                           |
| -------------------------------------- | ------------------------------------------------------------------- | ------------------------------------------------------------------- |
| Altezza                                | 3 m                                                                 | 3,45 m                                                              |
| Diametro                               | 1,76 m                                                              | 2,10 m                                                              |
| Massa                                  | 1686 kg                                                             | 2100 kg                                                             |
| Propergols                             | Ossigeno liquido (LOX) e Idrogeno liquido (LH2) in rapporto 5,9:1   | Ossigeno liquido (LOX) e Idrogeno liquido (LH2) in rapporto 6,1:1   |
| Velocità di rotazione delle turbopompe | 11 000 – 14 800 giri/min (LOX) resp. 28 500 – 36 000 giri/min (LH2) | 11 300 – 13 700 giri/min (LOX) resp. 31 800 – 39 800 giri/min (LH2) |
| Potenza della turbopompa               | 2,0 – 4,8 MW (LOX) resp. 7,4 – 15,5 MW (LH2)                        | 3,7 – 6,6 MW (LOX) resp. 9,9 – 20,4 MW (LH2)                        |
| Pressione nella camera di combustione  | 100 bar (110 bar)                                                   | 115 bar                                                             |
| Spinta nel vuoto                       | 1120 kN (1140 kN)                                                   | 1340 kN                                                             |
| Spinta al suolo                        | 815 kN                                                              | 960 kN                                                              |
| Impulso specifico nel vuoto (SI)       | 4228 m/s                                                            | 4228 m/s                                                            |